# Jarmila Škodová
Jarmila Škodová (* 11. července 1943, Horní Štěpanice) je bývalá československá lyžařka.

## Lyžařská kariéra
Na IX. ZOH v Innsbrucku 1964 skončila v běhu na lyžích na 5 km na 25. místě, na 10 km na 27. místě a ve štafetě na 3x5 km na 6. místě.